# Aspargesært
Aspargesært (Lotus tetragonolobus) er en flerårig urt med en krybende eller opstigende vækst, røde blomster og særprægede, firkantede bælge med langsgående vinger. Disse bælge høstes og bruges i madlavningen – mest i Middelhavsområdet, men af og til også i dansk madlavning.

## Beskrivelse
Aspargesært er en flerårig, urteagtig plante med en nedliggende til opstigende vækstform. Stænglerne er forgrenede, behårede og spinkle. Bladene sidder spredt, og de er uligefinnede med fem småblade, som er skævt ægformede med hel rand. Begge bladsider er blågrønne med fin behåring. 
Blomstringen foregår i maj-juni, hvor man finder blomsterne siddende endestillet og enkeltvis. De er 5-tallige og uregelmæssige (typiske ærteblomster) med højrøde kronblade. Frugterne er rette bælge, der er kvadratiske i tværsnit, og som er vingede langs de fire kanter. Ved modning er de lysebrune og opspringende. Hver bælg rummer mange frø.
Rodsystemet består af vandrette jordstængler og kraftige, dybtgående rødder.
Højde x bredde og årlig tilvækst: 0,20 x 0,50 m (20 x 50 cm/år).

## Hjemsted
Aspargesært er udbredt i Nordafrika, Mellemøsten, Kaukasus samt Sydøst- og Sydeuropa. Arten er knyttet til lysåbne voksesteder på næringstofrige og forårsfugtige jorde med lavt næringsindhold. 
På øen  Elafonisos, som ligger tæt ved det græske fastland, lige overfor Malea-halvøen, vokser arten sammen med bl.a. agernigella, fennikel, bjergmandstro, duskhyacint, fransk anemone, fransk limurt, græsk alpeviol, harehale, Helichrysum orientale (en art af evighedsblomst), korngladiolus, kornvalmue, middelhavsprydløg, portugisisk sporebaldrian, Satureja thymbra (en art af sar), skarpbladet asparges, sommerfuglelavendel, Stipa capensis (en art af fjergræs), stor hjertegræs, tazet og tornet knopurt

## Anvendelse
Aspargesært bruges rå eller dampet i madlavningen.
| Portal | Portal:Botanik |

## Note
1. ↑  Armin Jagel: Zur Flora und Vegetation der Insel Elafonisos Arkiveret 6. september 2015 hos  Wayback Machine (tysk)